# Тарабердіно
Тарабе́рдіно (рос. Тарабердино, башк. Тарабирҙе) — село у складі Кушнаренковського району Башкортостану, Росія. Входить до складу Кушнаренковської сільської ради.
Населення — 1576 осіб (2010; 1184 у 2002).
Національний склад:
- татари — 40 %
- башкири — 33 %